# Uarini (kommun)
Uarini är en kommun i Brasilien.   Den ligger i delstaten Amazonas, i den nordvästra delen av landet, 2 400 km nordväst om huvudstaden Brasília. Antalet invånare är 11 906. Kommunens huvudort heter också Uarini.
I omgivningarna runt Uarini växer i huvudsak städsegrön lövskog. Trakten runt Uarini är nära nog obefolkad, med mindre än två invånare per kvadratkilometer.